# بول غرانش
بول غرانش هو ممثل إسباني-فرنسي ولد في 4 أبريل 1998.شارك في الموسم الرابع من المسلسل الإسباني النخبة.